# BMD-1
BMD-1 là xe chiến đấu bộ binh dành cho bộ đội nhảy dù của quân đội Liên Xô. Xe này có khả năng lội nước và thả bằng dù từ trên không với toàn bộ đội xe và chiến sĩ bên trong. BMD là viết tắt của Boyevaya Mashina Desanta (tiếng Nga: Боевая Машина Десанта) nghĩa là xe chiến đấu nhảy dù.

## Lịch sử
BMD-1 được phát triển trong bối cảnh chiến tranh lạnh thập kỷ 1960, khi Liên Xô cho rằng cần tăng cường khả năng can thiệp ra nước ngoài. Xe bộ binh chiến đấu cho bộ đội nhảy dù được quan tâm phát triển. Và, BMD-1 được thiết kế trên cơ sở BMP-1 vừa ra đời.
Khi chiến tranh Xô viết tại Afganistan xảy ra, BMD-1 tỏ ra không phù hợp để chiến đấu trong địa hình núi non hiểm trở. Nhiều xe BMD-1 đã bị các lực lượng Mujahideen diệt bằng mìn chống tăng hoặc súng chống tăng hạng nhẹ. Ngoài ra, vỏ xe có magnesium; tuy nhẹ nhưng dễ bị cháy.
Xe BMD-1 còn được sử dụng nhiều trong chiến tranh ở Iraq.

## Đặc điểm
Các phần chính của BMD-1 được sắp xếp theo thứ tự như sau từ đầu xe đến cuối xe: lái xe, hỏa lực, chiến sĩ, động cơ. Điều này có nghĩa là chiến sĩ phải ra, vào xe qua tháp xe bên trên. Điều này khiến cho họ dễ trở thành mục tiêu của địch.
Đội xe gồm 4 người: xa trưởng, lái xe, và 2 xạ thủ.
Hỏa lực chính của xe gồm 1 pháo 73 mm 2A28 Grom, 3 súng máy đồng trục 7,62 mm PKT, hệ thống phóng 9S428 ATGM cho phép phóng 9M14 "Malyutka" hoặc 9M14M "Malyutka-M". Trên xe có thể còn có mang theo RPG và AKM.
BMD-1 có khả năng lội nước tốt, có thể được thả xuống bằng dù từ máy bay vận tải An-12, An-22, Il-76, An-124 hoặc vận chuyển bằng máy bay trực thăng Mi-6 và Mi-26.